# Vagn Scharling
Vagn Scharling Rasmussen (* 1962) ist ein ehemaliger dänischer Radrennfahrer und nationaler Meister im Radsport.

## Sportliche Laufbahn
Scharling hatte 1982 einen ersten Erfolg, als er Dritter der nationalen Meisterschaft im Straßenrennen hinter dem Sieger René W. Andersen wurde. 1984 wurde er beim Sieg von Kim Andersen Vize-Meister. 1986 gewann er die nationale Meisterschaft im Mannschaftszeitfahren mit Tom Dalkvist, Ole Rasmussen und Jan Jørgensen. In der Saison 1987 verteidigte das Team mit Scharling, Tom Dalkvist, Ole Rasmussen und Kim Marcussen den Titel.
1986 und 1987 war Scharling in der Fyen Rundt, einem der ältesten dänischen Eintagesrennen, erfolgreich. 1984 gewann er eine Etappe der Mehrtagesfahrt in Hillerød. 1988 siegte er im Albaniløbet.
Zweimal fuhr er die Internationale Friedensfahrt. 1985 wurde er 80., 1988 63. der Gesamtwertung. Im Rennen der UCI-Straßen-Weltmeisterschaften 1980 wurde er 21., 1986 wurde er als 98. klassiert.